# Beata Sawicka
Beata Dorota Sawicka (ur. 23 marca 1964 w Oławie) – polska polityk, z wykształcenia nauczycielka, posłanka na Sejm V kadencji z listy Platformy Obywatelskiej.

## Życiorys
W 1995 ukończyła pedagogikę na Uniwersytecie Opolskim. W 1997 ukończyła także studia podyplomowe z pedagogiki readaptacji, mediacji i negocjacji na tej samej uczelni. W 1999 została starszym wizytatorem w Kuratorium Oświaty we Wrocławiu.
W latach 1997–2000 należała do Unii Wolności. W wyborach samorządowych w 1998 bezskutecznie ubiegała się z listy tego ugrupowania o mandat radnej Jeleniej Góry. W 2001 przystąpiła do Platformy Obywatelskiej. Była członkiem władz regionalnych i krajowych tej partii.
W wyborach parlamentarnych w 2001 bez powodzenia ubiegała się o mandat poselski, a w wyborach w 2005 została wybrana do Sejmu z okręgu legnickiego, uzyskując 8764 głosy. W Sejmie V kadencji pracowała w Komisji Administracji i Spraw Wewnętrznych oraz Komisji do Spraw Kontroli Państwowej. Od lipca do października 2007 zasiadała w Radzie Służby Publicznej.

## Postępowanie karne
1 października 2007 została zatrzymana przez funkcjonariuszy CBA w związku z podejrzeniem przyjęcia korzyści majątkowej za próbę tzw. ustawienia przetargu publicznego, wspólnie z burmistrzem Helu Mirosławem Wądołowskim. Posłanka została zatrzymana po odebraniu drugiej raty pieniędzy. 16 października 2007 na konferencji zorganizowanej przez szefa CBA przedstawiono część materiałów operacyjnych. Na zaprezentowanym materiale filmowym uwidoczniono, jak posłanka przyjęła torbę z ustaloną wcześniej, pierwszą ratą w wysokości 50 tys. zł. Następnego dnia została usunięta z Platformy Obywatelskiej. Zrezygnowała również z kandydowania do Senatu.
W swoim oświadczeniu wydanym 17 października 2007 Beata Sawicka zasugerowała, że została wytypowana i uwikłana w sytuację korupcyjną, przez mającego nieszablonowo działać funkcjonariusza CBA (którym okazał się Tomasz Kaczmarek, określany jako „agent Tomek”) przy pomocy „miłych i czułych sms-ów, kwiatów” oraz „upominków”. Sugerowała, że została uwiedziona i zmanipulowana. Szef CBA Mariusz Kamiński nazwał te informacje oszczerstwem i podkreślił, że wszystkie spotkania agenta CBA z Beatą Sawicką są udokumentowane. Beata Sawicka złożyła zawiadomienie o podejrzeniu popełnienia przestępstwa, wskazując, że funkcjonariusze CBA, „uciekając się do wyrafinowanych i nieetycznych praktyk, przekraczając swoje uprawnienia, mogą bezkarnie wzbudzać u obywateli zamiar popełnienia przestępstwa”. Postępowanie w tej sprawie umorzono w 2010 wobec niestwierdzenia znamion czynu zabronionego i uznania, że funkcjonariusze działali w ramach prawa.
5 listopada 2007 w Poznaniu Beata Sawicka po zakończeniu kadencji została ponownie zatrzymana przez funkcjonariuszy CBA. 7 listopada Sąd Rejonowy w Poznaniu nie uwzględnił wniosku o jej tymczasowe aresztowanie oraz uznał zatrzymanie za bezzasadne. 19 listopada 2007 Sąd Okręgowy w Poznaniu, uwzględniając częściowo zażalenie prokuratora, zdecydował, że musi ona wpłacić 300 tys. zł poręczenia majątkowego, co była posłanka uczyniła. 20 listopada 2007 Beata Sawicka zwróciła kwotę 50 tys. zł otrzymaną od agentów CBA. W czerwcu 2008 akt oskarżenia w tej sprawie został skierowany do sądu. Przewód sądowy w procesie karnym rozpoczęto 5 października 2009. 18 kwietnia 2012 w mowie końcowej prokurator wniósł o wymierzenie jej za korupcję oraz nakłanianie do płatnej protekcji kary 5 lat pozbawienia wolności i 54 tys. zł grzywny. Wyrokiem z 16 maja 2012 została przez sąd I instancji uznana za winną popełnienia zarzucanych jej czynów i za to skazana na karę 3 lat pozbawienia wolności, pozbawienie praw publicznych na 4 lata, przepadek uzyskanej korzyści majątkowej oraz grzywnę. 26 kwietnia 2013 Sąd Apelacyjny w Warszawie zmienił zaskarżony wyrok i prawomocnie uniewinnił Beatę Sawicką od popełnienia zarzucanych jej czynów. Według ustnych motywów orzeczenia podstawą takiej decyzji było uznanie działań operacyjnych stosowanych przez funkcjonariuszy CBA za nielegalne, co dyskwalifikowało zebrany materiał dowodowy. Sąd ten potwierdził ustalenia co do faktu, iż Beata Sawicka przyjęła korzyść majątkową, za co odpowiada moralnie.
W związku z toczącym się postępowaniem w 2010 Beata Sawicka złożyła dwie skargi konstytucyjne, w sprawach których Trybunał Konstytucyjny w 2012 umorzył postępowania.

## Życie prywatne
Jest mężatką, ma jedno dziecko.